# 河野談話

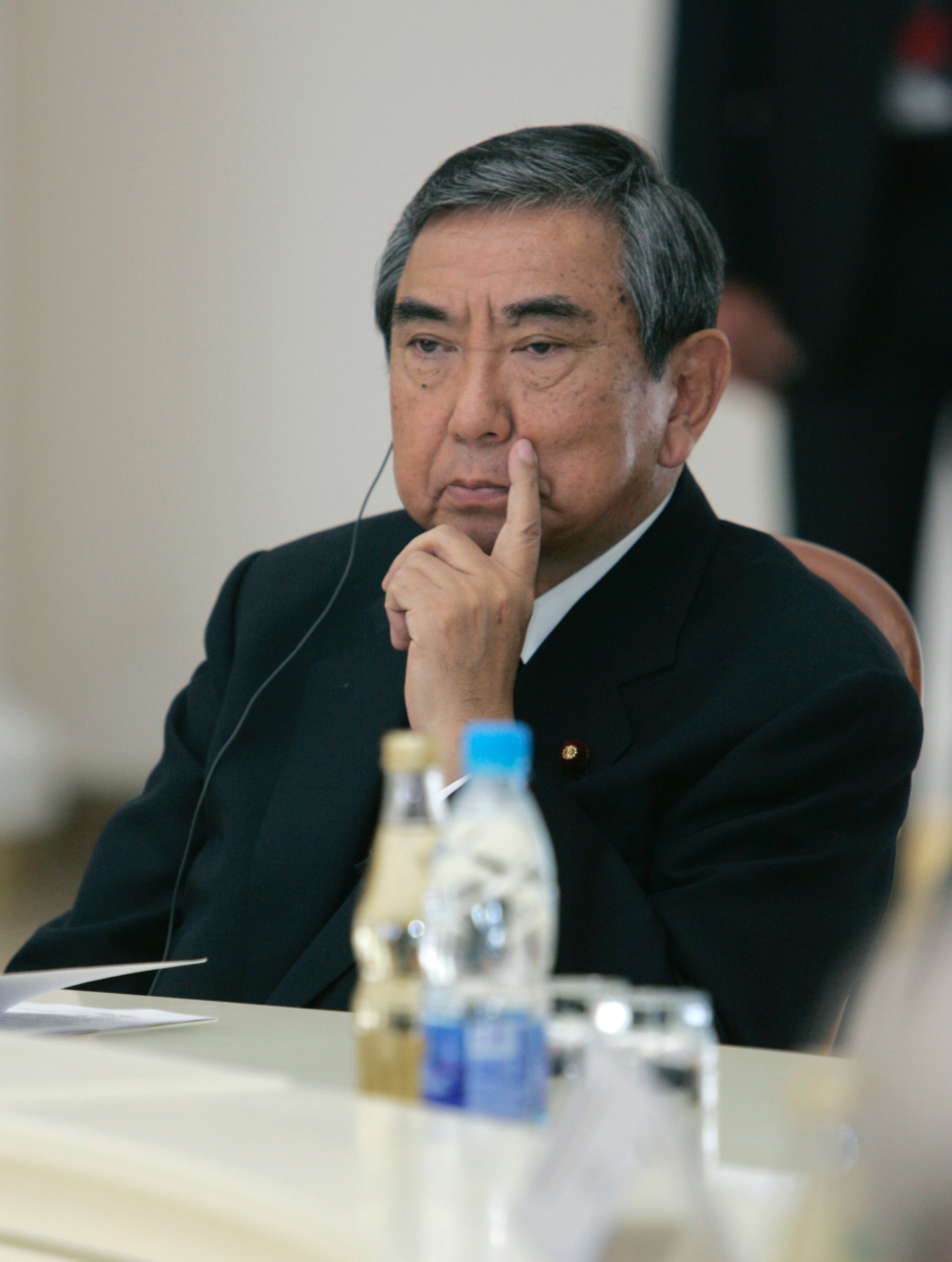
河野洋平

河野談話是指1993年8月4日，時任日本內閣官房長官河野洋平發表談話，針對第二次世界大戰期間日軍強徵韓國婦女充當慰安婦表示衷心反省和道歉，此次談話後稱「河野談話」。河野談話未經內閣會議通過就發表，引發爭議。

## 談話内容
關於所謂的從軍慰安婦問題，政府自前年12月起進行調查，現已總結結果並發表。

今次調查的結果顯示，慰安所是長期並且廣泛地設置，並且存在大量的慰安婦。慰安所是應當時軍方的要求設立的，舊日本軍直接或間接參與了慰安所的設置、管理及慰安婦的移送。慰安婦的招募主要由受軍方要求的業者負責，但在許多情況下，這些女性是被甜言蜜語或強迫手段招募的，甚至有官憲直接參與。此外，慰安所的生活在強制情況下極為痛苦。
此外，關於被移送至戰地的慰安婦的出身地，除了日本之外，朝鮮半島佔了很大比例。然而，當時的朝鮮半島在我國的統治下，其招募、移送、管理等也多是通過甜言蜜語或強迫手段，違背了本人意願。
無論如何，這件事在當時軍隊的參與下，深深傷害了許多女性的名譽和尊嚴。政府藉此機會，向所有經歷過巨大痛苦並身心受到難以癒合傷害的所謂從軍慰安婦，不論其出身地，表達誠摯的歉意和反省之意。此外，關於如何表達這種心情，政府將繼續認真考慮並徵詢專家的意見。
我們不會迴避這樣的歷史真相，而是將其視為歷史的教訓，坦然面對。我們通過歷史研究和歷史教育，將這樣的問題長久記住，並重申我們絕不重蹈覆轍的堅定決心。
此外，關於此問題，本國已提起訴訟，並且在國際上也引起了關注。政府將繼續關注，包括支持民間的研究。

 — 河野洋平， 《河野內閣官房長官就慰安婦關係調查結果發表之談話》，外務省

## 歷史
1992年7月6日，《讀賣新聞》報道日本政府與韓國政府對慰安婦問題私下交易，之後遭到河野洋平否認。
2013年5月7日，日本内阁官房长官菅义伟說，日本政府不会修改河野谈话，而會坦诚说明历史问题。
2014年2月28日，菅义伟在日本眾議院預算委員會上說，第2次安倍內閣決定設立一個重新調查慰安婦問題的政府團隊來研究河野談話，日本政府有必要在保持的秘密中再次確認事實，但前內閣官房副長官石原信雄所說「非常遺憾河野談話的發表，當時日本政府的善意沒得到什麼回報」一語「是非常真實的」。
2014年3月11日，菅義偉說，他曾經多次表明，第2次安倍內閣繼承了河野談話，並將向有關各國說明。

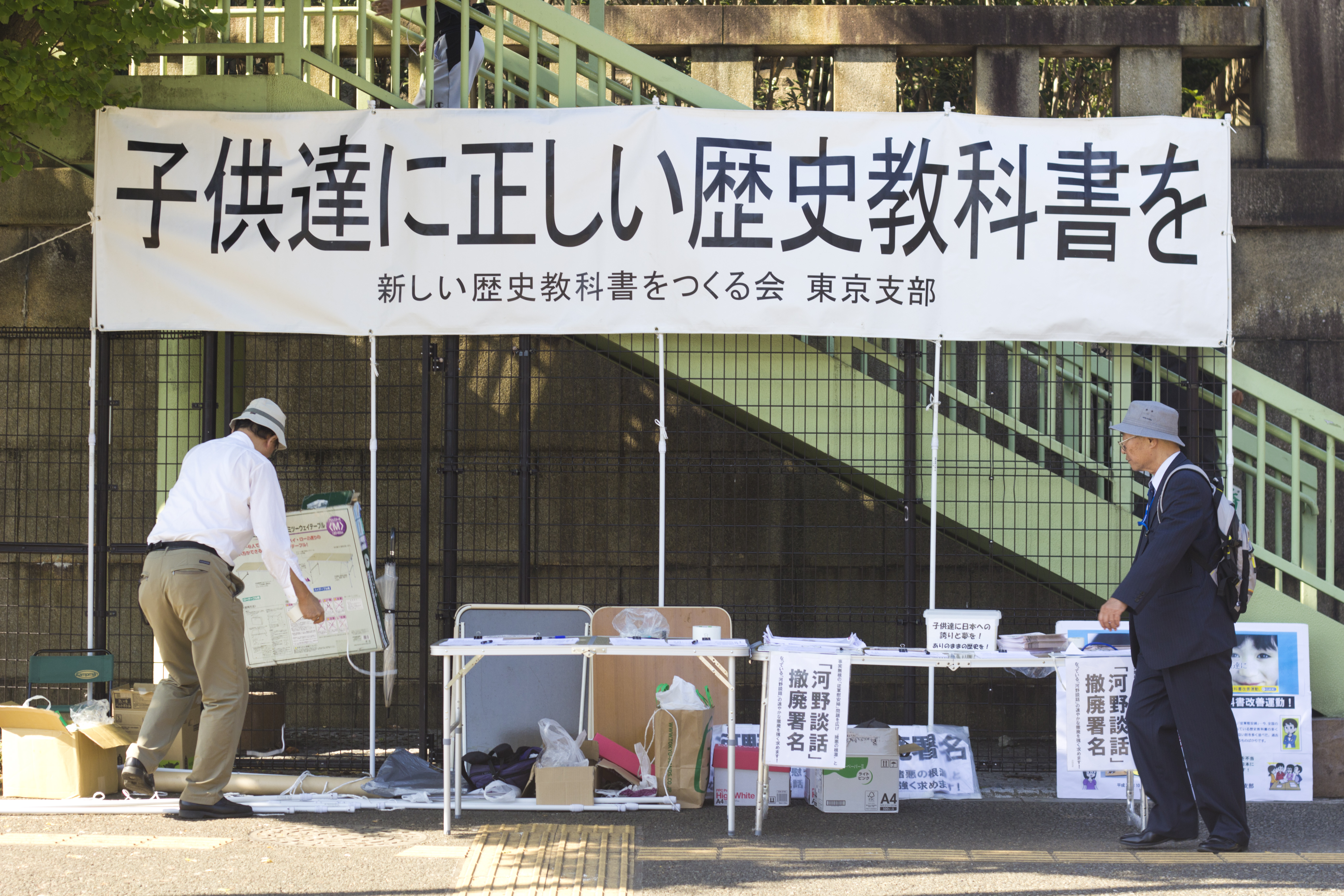
新历史教科书编纂会东京支部组织的一次政治请愿，要求日本政府撤收河野谈话

2014年5月，前日本內閣總理大臣（首相）村山富市說，「且不說前韓國慰安婦的證言可信與否，當時的強制性可想像，並非是事實就一定有記載，那樣的事不可能有紀錄」。
2014年6月2日，日軍慰安婦問題亞洲團結會議開會發表建言聲明，要求日本政府在继承和发展河野谈话基础上，以更明确的方式就日军强征慰安妇问题正式谢罪和赔偿受害者；日本中央大學教授吉见义明在會上展示近年在海内外新发现的日军慰安妇资料，他说，第2次安倍內閣号称要检证河野谈话真伪，这些新发现的档案才是日本政府应该着手调查和检证的材料，他将把其中529个文档提交日本政府。
2014年6月20日，日本政府向國會提交並公布對河野談話的調查報告，報告指出，河野談話內容曾受當時韓國政府部分意向和要求調整了字句；河野談話發表前，日本政府沒驗證前韓國慰安婦指證的強制性質，並承認日韓政府當時達成不對外公開事實的共識。同日，菅義偉說，第2次安倍內閣「繼承河野談話的立場不變」；日本外務大臣岸田文雄也重申此立場，並表示「將向韓國說明，謀求取得理解，讓日韓關係向能推進的方向努力」；但大韓民國外交部表示，日本此舉損害韓國利益。
2014年10月21日，菅義偉在日本參議院內閣委員會上說「河野談話有很大問題，應予以否定，政府將為恢復日本的名譽和信任努力申訴」，這是菅義偉上任內閣官房長官以來首次公開否定河野談話。
2018年6月25日，和田春树在《三联生活周刊》的专访中说，在村山谈话与河野谈话画定了基线之后，“所有后继的日本首相都不得不就历史问题做出某种程度的反省，哪怕内心不完全赞同”；現任首相安倍晋三也不例外，所以“尽管他的确有否定村山谈话的念头，但在谋士的进谏之下，还是不得不采取一种隐蔽的模糊化处理”。
2021年4月，日本眾議院議員馬場伸幸提出書面質詢，認為日本教科書用語「從軍慰安婦」有日軍強制押走女性成為慰安婦的意味，日本政府使用這樣的用語並不恰當。日本政府書面答詢回應，政府的立場仍是繼承河野談話；但因二戰時期公文沒有「從軍慰安婦」一詞、只有「慰安婦」或「特殊慰安婦」，加上曾經有人謊稱日軍在韓國抓走大量女性，政府使用「從軍慰安婦」一詞恐招致誤會，只使用「慰安婦」較為恰當。2021年5月11日，中华人民共和国外交部发言人华春莹说，日本政府一方面玩弄文字游戏，试图模糊日军强征慰安妇史实、淡化罪责，另一方面又表示要继承河野谈话，目的是想渐进式否认、甚至美化侵略历史。